# Тведт
Тведт (нім. Twedt) — громада в Німеччині, розташована в землі Шлезвіг-Гольштейн. Входить до складу району Шлезвіг-Фленсбург. Складова частина об'єднання громад Зюдангельн.
Площа — 12,52 км2. Населення становить 516 ос. (станом на 31 грудня 2020).